# Fabián Monzón
Luciano Fabián Monzón (Granadero Baigorria (Santa Fe), província de Santa Fe, Argentina, 13 d'abril de 1987) és un futbolista argentí, que ocupa la posició de defensa.
Format al planter del CA Boca Juniors, hi va destacar amb la selecció Olímpica argentina durant els Jocs Olímpics de Beijing de 2008, en els quals l'albiceleste va guanyar-hi la medalla d'or. La temporada 08/09 és cedit al Reial Betis, de la primera divisió espanyola, on juga 13 partits i marca dos gols. Acabada la temporada, retorna al Boca Juniors.
Ha estat internacional amb l'Argentina en tres ocasions.